# Союз середземноморських університетів
Союз середземноморських університетів (італ. Unione delle Università del Mediterraneo, UNIMED) складається з 149 університетів з 24 країн Середземноморського басейну (або тих, які мають особливий інтерес до Середземноморського регіону). Асоціація має головний офіс у Римі.

## Дошка
- Президент: проф. Франциско Матте Бон, ректор Università degli Studi Internazionali di Roma, UNINT (Італія)
- Віце-президенти: Université Saint Esprit de Kaslik (Ліван) та Universitad de Barcelona (Іспанія)
- Генеральний секретар: проф. Хмайд Бен Азіза (Туніс)

## Університети-члени UNIMED
| Країна     | Інститути |
| ---------- | --- |
| Албанія    | Тиранський університет Столичний університет Тирани Університет Александра Моіссі |
| Алжир      | Алжирський університет Університет Ель Уед Університет Костянтина 1 Університет Сетіфа 2 Університет Біскри |
| Кіпр       | Кіпрський технологічний університет Кіпрський університет Американський університет Гірне |
| Єгипет     | Александрійський університет Арабська академія науки і техніки та морського транспорту Каїрський університет Damanhour University Університет міста Садат |
| Фінляндія  | Університет Тампере |
| Франція    | Екс-Марсельський університет Університет Монпельє Університет Париж I Пантеон-Сорбонна Université de Rouen-Normandie Страсбурзький університет |
| Греція     | Афінський національний університет імені Каподистрії Університет «Пантеон» |
| Ірак       | Університет Духок Політехнічний університет Духок Середній технічний університет Університет Васіт |
| Італія     | Університет Д'Аннунціо К'єті–Пескара Середземноморський університет Реджо-Калабрія Римський університет ла Сап'єнца Другий Неаполітанський університет С. Римський університет Пія V Університет Барі Болонський університет Університет Камерино Катанійський університет Університет для іноземців Перуджі Університет Месіни Університет Модени та Реджо-Емілії Університет Молізе Неапольський університет імені Фрідріха II Падуанський університет Università degli Studi Pegaso (with Pegaso International H.E.I., Malta) Палермський університет Університет Перуджі Університет Риму III Університет Саленто Університет Сассарі Університет Терамо Туринський університет Урбінський університет |
| Йорданія   | Університет Аль-Ахлія Амман Університет Йорданії Університет Ісра Технологічний університет принцеси Сумайя Арабський університет Аммана Університет Петри Університет Ярмук Aqaba University of Technology |
| Ліван      | Ліванський університет Університет Святого Духа в Касліку |
| Лівія      | Університет Аззайтуна Libyan Academy Misurata Лівійський міжнародний медичний університет University of Aljufra Університет Аль-Мергіб University of Gharyan Університет Сабрата Університет Себха Університет Сірта Університет Триполі Університет Аль Завія |
| Марокко    | Університет Чаді Аяду<Бір />Університет Хасана Е. Е. Касабланки<Бір />Університет Ібн Зохара<Бір />Університет Мохаммеда V |
| Чорногорія | Університет Чорногорії |
| Палестина  | Університет Аль-Азхар - Газа Національний університет Ан-Наджах Університет Бетлеєм Університет Бірзейт Університет Хеврон |
| Португалія | Університет Авейру Еворський університет |
| Словенія   | Приморський університет |
| Іспанія    | Мадридський університет University of Córdoba Барселонський університет Гранадський університет Університет Валенсії |
| Сирія      | Університет Аль-Баат Дамаський університет Університет Тішрін Університет Алеппо |
| Туніс      | Карфагенський університет Туніський університет Ель-Манар Сфаксський університет Сусський університет Туніський університет |
| Туреччина  | Босфорський університет Стамбульський університет Айдин Університет Маніса Джелал Баяр Університет Сулеймана Деміреля |
| ОАЕ        | Аденський університет |